# Saint-Jean-de-Folleville
 Saint-Jean-de-Folleville  es una población y comuna francesa, en la región de Alta Normandía, departamento de Sena Marítimo, en el distrito de Le Havre y cantón de Lillebonne.

## Demografía
| 525 | 586 | 622 | 599 | 731 | 742 |
| Para los censos de 1962 a 1999 la población legal corresponde a la población sin duplicidades (Fuente: INSEE [Consultar]) |     |     |     |     |     |